# Theodor Simons
Arnold Theodor Wilhelm Albert Simons (* 5. Juni 1813 in Soest; † 9. Februar 1863 in Aachen) war ein deutscher Architekt und Vorsitzender des Vereins Deutscher Ingenieure (VDI).

## Leben
Theodor Simons war der Sohn des Kaufmanns Johann Friedrich Wilhelm Simons (1779–1859) und dessen Cousine Sophie Katharine Wilhelmine Luise Rocholl (1790–1857). Er wurde am 7. Juli 1813 in St. Pauli getauft und wuchs in Soest auf. Später wohnte er in Alstaden und arbeitete für eine Eisenbahngesellschaft. Als Beruf von Simons wird in den Unterlagen über ihn Architekt oder Bauconducteur angegeben. In Trier lernte Simons Henriette Marx, eine Schwester von Karl Marx, kennen, die er am 3. September 1844 heiratete. Die zum Zeitpunkt der Trauung schon von der Schwindsucht gezeichnete Braut verstarb bereits am 3. Januar 1845. Gut zwei Jahre später – am 5. Januar 1847 – heiratete Simons in zweiter Ehe Amalie Margarethe Zimmermann, mit der er sechs Kinder hatte.
Im ersten Quartal 1857 trat Simons dem VDI bei. Bei der Wahl zum Vorstandsmitglied für das Jahr 1858 unterlag er dem Insterburger Zimmermeister Heinrich Braunschweig. Auf der dritten Hauptversammlung des VDI im August 1860 in Dresden wurde Simons für das Jahr 1861 zum Vorsitzenden gewählt. Zu diesem Zeitpunkt war Simons Direktor der Königl. Saarbrücken-Trier-Luxemburger Eisenbahn, Saarbrücken. Er starb als Direktor der Königlichen Aachen-Düsseldorf-Ruhrorter Eisenbahn und Vorsitzender des VDI-Bezirksvereins Aachen nach längerer Krankheit.